# Greg Kinnear
Gregory Kinnear (Logansport, 17 giugno 1963) è un attore statunitense, candidato all'Oscar al miglior attore non protagonista nel 1998.

## Biografia
Nato nell'Indiana, figlio di una casalinga e un diplomatico, a causa del lavoro del padre è vissuto tra il Libano e la Grecia. Una volta tornato negli Stati Uniti, si iscrive all'Università dell'Arizona, laureandosi nel 1985 in giornalismo. Si trasferisce a Los Angeles in cerca di fortuna, iniziando a lavorare come assistente marketing. In seguito affronta un provino per diventare VJ di MTV, ma nonostante lo scarso successo riesce ugualmente ad entrare nel mondo dello spettacolo. Inizia con piccole partecipazioni a serie televisive e film per la televisione, fino al 1995, quando ottiene il suo primo ruolo di rilievo in Sabrina, remake dell'omonimo film del 1954.
Il successo arriva nel 1997 quando viene candidato all'Oscar al miglior attore non protagonista per il film Qualcosa è cambiato con Helen Hunt e Jack Nicholson. Negli anni seguenti partecipa a film come Un sorriso come il tuo (1997), C'è posta per te (1998), Mystery Men (1999), Betty Love (2000) e The Gift - Il dono (2003). Nel 2003 recita "attaccato" a Matt Damon in Fratelli per la pelle, mentre nel 2006 lavora in Fast Food Nation di Richard Linklater e nel pluripremiato Little Miss Sunshine. Nel 2010 torna a recitare accanto a Matt Damon nel film Green Zone. Nel 2011 ricopre il ruolo di John Fitzgerald Kennedy nella miniserie televisiva The Kennedys.

## Filmografia

### Attore

#### Cinema
- Un eroe fatto in casa (Blankman), regia di Mike Binder (1994)
- Sabrina, regia di Sydney Pollack (1995)
- Strani miracoli (Dear God), regia di Garry Marshall (1996)
- Qualcosa è cambiato (As Good as It Gets), regia di James L. Brooks (1997)
- Un sorriso come il tuo (A Smile Like Yours), regia di Keith Samples (1997)
- C'è posta per te (You've Got Mail), regia di Nora Ephron (1998)
- Mystery Men, regia di Kinka Usher (1999)
- Da che pianeta vieni? (What Planet Are You From?), regia di Mike Nichols (2000)
- American School (Loser), regia di Amy Heckerling (2000)
- Betty Love (Nurse Betty), regia di Neil LaBute (2000)
- The Gift, regia di Sam Raimi (2000)
- Qualcuno come te (Someone Like You...), regia di Tony Goldwyn (2001)
- We Were Soldiers - Fino all'ultimo uomo (We Were Soldiers), regia di Randall Wallace (2002)
- Auto Focus, regia di Paul Schrader (2002)
- Fratelli per la pelle (Stuck on You), regia dei fratelli Farrelly (2003)
- Godsend - Il male è rinato (Godsend), regia di Nick Hamm (2004)
- Robots, regia di Chris Wedge e Carlos Saldanha (2005) – voce
- The Matador, regia di Richard Shepard (2005)
- Bad News Bears - Che botte se incontri gli Orsi (Bad News Bears), regia di Richard Linklater (2005)
- Fast Food Nation, regia di Richard Linklater (2006)
- Little Miss Sunshine, regia di Jonathan Dayton e Valerie Faris (2006)
- Imbattibile (Invincible), regia di Ericson Core (2006)
- Identità sospette (Unknown), regia di Simon Brand (2006)
- Feast of Love, regia di Robert Benton (2007)
- Baby Mama, regia di Michael McCullers (2008)
- Ghost Town, regia di David Koepp (2008)
- Flash of Genius, regia di Marc Abraham (2008)
- Green Zone, regia di Paul Greengrass (2010)
- The Last Song, regia di Julie Anne Robinson (2010)
- Thin Ice - Tre uomini e una truffa (Thin Ice), regia di Jill Sprecher (2011)
- Ma come fa a far tutto? (I Don't Know How She Does It), regia di Douglas McGrath (2011)
- Comic Movie (43 movies), registi vari (2013)
- The English Teacher, regia di Craig Zisk (2013)
- Anchorman 2 - Fotti la notizia (Anchorman 2: The Legend Continues), regia di Adam McKay (2013)
- Stuck in Love, regia di Josh Boone (2013)
- Il paradiso per davvero (Heaven Is for Real), regia di Randall Wallace (2014)
- Il mistero del gatto trafitto (Murder of a Cat), regia di Gillian Greene (2014)
- Little Men, regia di Ira Sachs (2016)
- Brigsby Bear, regia di Dave McCary (2017)
- Diverso come me (Same Kind of Different as Me), regia di Michael Carney (2017)
- Brian Banks - La partita della vita (Brian Banks), regia di Tom Shadyac (2018)
- La filosofia di Phil (Phil), regia di Greg Kinnear (2019)
- Red Sea Diving (The Red Sea Diving Resort), regia di Gideon Raff (2019)
- Frankie, regia di Ira Sachs (2019)
- Strange But True, regia di Rowan Athale (2019)
- Il concorso (Misbehaviour), regia di Philippa Lowthorpe (2020)
- Confini e dipendenze (Crisis), regia di Nicholas Jarecki (2021)

#### Televisione
- Una famiglia come le altre (Life Goes On) – serie TV, 1 episodio (1989)
- Murder in Mississippi, regia di Roger Young – film TV (1990)
- Mancuso F.B.I. – serie TV, 1 episodio (1990)
- Avvocati a Los Angeles (L.A. Law) – serie TV, 1 episodio (1991)
- Dillinger - Nemico pubblico numero uno (Dillinger), regia di Rupert Wainwright – film TV (1991)
- A cena da amici (Dinner with Friends), regia di Norman Jewison – film TV (2001)
- Friends – serie TV, 1 episodio (2003)
- The Kennedys – miniserie TV, 8 puntate (2011)
- Modern Family – serie TV, 1 episodio (2012)
- Rake – serie TV, 13 episodi (2014)
- Confirmation - Una donna per la verità (Confirmation), regia di Rick Famuyiwa – film TV (2016)
- Philip K. Dick's Electric Dreams – serie TV, 1 episodio (2017)
- House of Cards - Gli intrighi del potere (House of Cards) – serie TV, 7 episodi (2018)
- The Twilight Zone – serie TV, 1 episodio (2019)
- The Stand – miniserie TV, 5 puntate (2020-2021)
- Shining Vale – serie TV, 16 episodi (2022-2023)
- Black Bird, regia di Michaël R. Roskam, Jim McKay e Joe Chappelle – miniserie TV (2022)
- You – serie TV, episodi 4x07-4x09-4x10 (2023)
- Curb Your Enthusiasm – serie TV, episodio 12x10 (2024)
- Smoke - Tracce di fuoco (Smoke), regia di Kari Skogland, Joe Chappelle e Jim McKay – miniserie TV (2025)

### Regista
- La filosofia di Phil (Phil) (2019)

## Riconoscimenti
- Premio Oscar
  - 1998 – Candidatura al miglior attore non protagonista per Qualcosa è cambiato
- Golden Globe
  - 1998 – Candidatura al miglior attore non protagonista in un film commedia o musicale per Qualcosa è cambiato
- Emmy Awards
  - 2011 – Candidatura al miglior attore protagonista in una miniserie o film per I Kennedy
  - 2012 – Candidatura al miglior attore ospite in una serie comica per Modern Family
- Screen Actors Guild Award
  - 1998 – Candidatura al miglior attore non protagonista per Qualcosa è cambiato
  - 2011 – Miglior attore per I Kennedy
- Festival di Roma
  - 1997 – Candidatura al miglior attore straniero per Qualcosa è cambiato
- Boston Film Festival
  - 2009 – Miglior attore per Flash of Genius

## Doppiatori italiani
- Roberto Chevalier in Qualcosa è cambiato, Da che pianeta vieni?, American School, Auto Focus, Little Miss Sunshine, Identità sospette, Feast of Love, Ma come fa a far tutto?, Comic Movie, House of Cards - Gli intrighi del potere, Unbreakable Kimmy Schmidt, Brigsby Bear, Confini e dipendenze, Shining Vale, Black Bird
- Sandro Acerbo in Sabrina, C'è posta per te, Betty Love, The Gift, Qualcuno come te, Godsend - il male è rinato, The Matador, Red Sea Diving
- Francesco Prando in We Were Soldiers - Fino all'ultimo uomo, Baby Mama, Ghost Town, Green Zone, Il paradiso per davvero, Rake, Strange But True
- Massimo Rossi in Fast Food Nation, Imbattibile, Thin Ice - Tre uomini e una truffa, Philip K. Dick's Electric Dreams, Il concorso
- Mauro Gravina in A cena da amici, The Last Song, Stuck In Love, The English Teacher
- Stefano Benassi in Bad News Bears - Che botte se incontri gli Orsi, Flash of Genius, Anchorman 2 - Fotti la notizia, Brian Banks - La partita della vita
- Loris Loddi in The Kennedys, Modern Family
- Fabrizio Pucci in Mystery Men, You
- Antonio Sanna in Friends
- Christian Iansante in Un sorriso come il tuo
- Giorgio Borghetti in Fratelli per la pelle
- Luca Dal Fabbro ne Il mistero del gatto trafitto
- Marco Mete in Confirmation - Una donna per la verità

Nei film d'animazione la voce dell'attore è sostituita da
- Gianni Bersanetti in Beavis & Butt-Head alla conquista dell'America
- Francesco Prando in Robots
- Pieraldo Ferrante in BoJack Horseman